# Индекс Медикус
Index Medicus ( IM ) је курирани подскуп MEDLINE-а, библиографске базе података о науци о животу и биомедицинским наукама, првенствено чланака из научних часописа . Од 1879. до 2004. године, Index Medicus је био свеобухватни библиографски индекс таквих чланака у облику штампаног индекса или (у каснијим годинама) његовог еквивалента на екрану . Стручњаци за историју медицине рекли су за Index Medicus да је то „највећи допринос Америке медицинском знању“.  

## Функција
Функција Index Medicus-а је да људима широм света омогући приступ квалитетној медицинској литератури. У том циљу, издавачи Index Medicus-а морају да обаве најмање две виталне активности: да утврде која је литература добра (квалитетна) и да обезбеде приступ. 

### Избор часописа
У раној историји Index Medicus-а, квалитет се одређивао ручним претраживањем публикација и одабиром онога што се субјективно чинило добрим, али касније је уредник Index Medicus-а сазвао одбор светских стручњака како би идентификовао најбоље медицинске часописе на свету, а затим омогућио приступ цитатима чланака из тих часописа. Укључивање у Index Medicus није аутоматско и зависи од научне политике часописа и научног квалитета.  Критеријуме за избор часописа процењује „Технички одбор за преглед избора литературе“, а коначну одлуку доноси директор НЛМ-а.  Процес рецензије може укључивати спољне рецензенте, а часописи могу бити изостављени из рецензије. 

### Приступ
Часописи који су индексирани у MEDLINE-у „... садрже чланке који се претежно односе на основне биомедицинске теме.“
Сходно томе, многи квалитетни часописи из области психологије и друштвених наука, на пример, нису индексирани у MEDLINE-у.
Од 1879. године до рачунарског доба, приступ је био омогућен искључиво путем папирног објављивања Индекса. Изазов је био како структурирати овај индекс тако да буде што кориснији. У том циљу, издавачи Index Medicus-а су креирали језик за индексирање. Касније је овај језик постао Медицински предметни наслов (MeSH). MeSH је свеобухватни контролисани речник, а индексатори које плаћа издавач прегледају све чланке који треба да буду укључени у индекс и идентификују сваки чланак са неколико кључних концепата (сваки представљен термином) из MeSH-а.  Папирна публикација Index Medicus-а би затим приказивала списак MeSH термина са указивањима на сваки цитат који је индексиран тим термином, а корисници би могли да пронађу релевантну литературу прелазећи од термина до цитата.

## Историја
Index Medicus је покренуо Џон Шо Билингс, шеф библиотеке Канцеларије генералног хирурга Војске Сједињених Држава . Ова библиотека се касније развила у Националну медицинску библиотеку Сједињених Држава (NLM). За тако велику публикацију током многих година, историја је природно укључивала многе промене како су људи умирали, тако и извори финансирања се мењали.

### Године објављивања радова
Објављивање часописа Index Medicus почело је 1879. године и наставило се месечно до 1926. године, са паузом између 1899. и 1902. године.   Током ове паузе, сличан индекс, Bibliographia medica, објављен је на француском језику од стране Института за библиографију у Паризу .  Издање су уређивали Шарл Рише, Анри де Ротшилд и Г. М. Дебов, док је Марсел Бодоен био главни уредник, а такође и директор Паришског института за библиографију.  Први том часописа Index Medicus појавио се у јануару 1879. године и наведен је као састављен под надзором Џона Шоа Билингса и Роберта Флечера, док су каснији томови наведени као ко-уређени од стране Билингса и Флечера.
Билингс се пензионисао из Националне медицинске библиотеке 1895. године.  Током већег дела периода од 1876. до 1912. године, Роберт Флечер је био уредник или коуредник часописа Index Medicus. Године 1903. Филдинг Гарисон је постао коуредник и наставио је да ради као уредник или коуредник до 1917. године.  Алберт Алеман је био уредник од 1918. до 1932. године, када је Index Medicus био суспендован од 1933. до 1936. године због Велике депресије . 
Током 125 година колико је Index Medicus објављиван у папирном облику, добијање финансирања је био изазов, те је Америчко медицинско удружење почело да га објављује 1927. године. Индекс Медикус је спојен са Кварталним кумулативним индексом актуелне литературе (QCICL) Америчког медицинског удружења као Квартални кумулативни индекс Медикус (QCIM) 1927. године, а АМА је наставила да га објављује до 1956. године.  Од 1960. до 2004. године штампано издање је објављивала Национална медицинска библиотека под називом Index Medicus/Cumulated Index Medicus (IM/CIM).  Скраћена верзија је објављивана од 1970. до 1997. године као Скраћени индекс медикус .  Харолд Џоунс је био уредник од 1936. до 1945. године; Френк Роџерс од 1949. до 1963. године; Клифорд Бахрах од 1969. до 1985. године;  Рој Рада од 1985. до 1988. године; а од 1988. године до престанка излажења у штампаном издању 2004. године, часопис је издавао Одељење за библиографске услуге Националне библиотеке Лондона (NLM). Скраћено издање је подскуп часописа које покрива PubMed („основни клинички часописи“).  Последњи број часописа Index Medicus објављен је у децембру 2004. године (број 45). Наведени разлог за прекид штампане публикације био је тај што су је онлајн ресурси заменили,  посебно PubMed, који и даље укључује Индекс као подскуп часописа које покрива. 

### Еволуција од штампаног до дигиталног
Шездесетих година прошлог века, НЛМ је почео да компјутеризује рад на индексирању стварањем МЕДЛАРС-а, библиографске базе података, која је постала МЕДЛАЈН (МЕДЛАРС онлајн) 1971. године када је НЛМ понудио претраге МЕДЛАРС-а „онлајн“ другим медицинским библиотекама и удаљеним рачунарима који су се могли пријавити на систем НЛМ МЕДЛАРС.
Index Medicus је тако (после 1965. године) постао штампана презентација садржаја базе података MEDLINE, којој су корисници приступали обично посетом библиотеци која је претплаћена на Index Medicus (на пример, универзитетски научник у универзитетској библиотеци ). Наставио је у овој улози током 1980-их и 1990-их, док су се развијале и разне електронске презентације садржаја MEDLINE-а, прво са власничким онлајн сервисима (којима се приступало углавном у библиотекама), а касније са CD-ROM-овима, затим са Entrez и PubMed (1996).
Како су корисници постепено прелазили са штампаних издања на онлајн коришћење, број претплата на штампани Index Medicus је почео да опада.
Током 1990-их година, ширење кућних интернет конекција, појава Веба и веб прегледача, као и покретање PubMed-а, значајно су убрзали прелазак на онлајн приступ бази MEDLINE. Тај приступ је прешао од нечега што се раније радило искључиво у библиотекама до нечега што је могло да се ради било где – од куће, са посла или у покрету.
Ово ширење онлајн приступа, заједно са далеко већом практичношћу и ефикасношћу дигиталне претраге у односу на коришћење штампаног индекса (који је корисницима служио за проналажење релевантних делова из огромне количине података), довело је до наглог и драстичног пада употребе штампаног издања MEDLINE-а, односно Index Medicus-а.
На крају, 2004. године, штампано издање Index Medicus-а је званично престало да се објављује.
Данас, Index Medicus и Abridged Index Medicus концептуално и даље постоје као сервиси за курирање садржаја који курирају садржај MEDLINE-а у подскупове за претрагу или приказе базе података (другим речима, подскупове MEDLINE записа из неких часописа, али не и из других). Биомедицински часописи индексирани у MEDLINE-у, као и они наведени у Index Medicus-у, готово увек су квалитетни часописи јер Национална медицинска библиотека неће индексирати нежељене часописе . (Погледајте Спољашње везе, испод, за везе до страница на веб-сајту Националне библиотеке медицине које садрже листу часописа индексираних у MEDLINE-у; часописе наведене у Index Medicus-у ; и листу часописа Abridged Index Medicus-а (такође познатих као „Core clinical“ часописи).) 